# Enicospilus iridipennis
Enicospilus iridipennis là một loài tò vò trong họ Ichneumonidae.